# Antona abdominalis
Antona abdominalis là một loài bướm đêm thuộc phân họ Arctiinae, họ Erebidae.